# Stadsarkitekt
Stadsarkitekt (i äldre tid kallad stadsbyggmästare) är en tjänsteperson, ibland i chefsställning, som är anställd av en kommun eller stad för att handlägga ärenden om till exempel bygglov, detaljplaner och översiktsplaner. Stadsarkitektens arbetsplats i kommunen benämns ofta stadsbyggnadskontoret. I äldre tider innefattade sysslan som stadsarkitekt i många fall även uppgiften att utforma offentliga byggnader.

## Sverige

### Arbetsuppgifter
Arkitekt är inte en skyddad yrkestitel i Sverige. Titeln stadsarkitekt kan därför innehas av en tjänsteman med byggingenjörsexamen, vilket är en rent teknisk utbildning. En stadsarkitekt utför granskning och översyn av byggandet, samt biträder byggnadsnämnden. Stadsarkitekten har också övergripande ansvar för stadens utveckling och visionsarbete. Regler och tekniska aspekter är stadsarkitektens främsta fokus, och estetiska aspekter av stadens utformning ligger främst hos byggherrar och politiker.[källa behövs]

### Historik

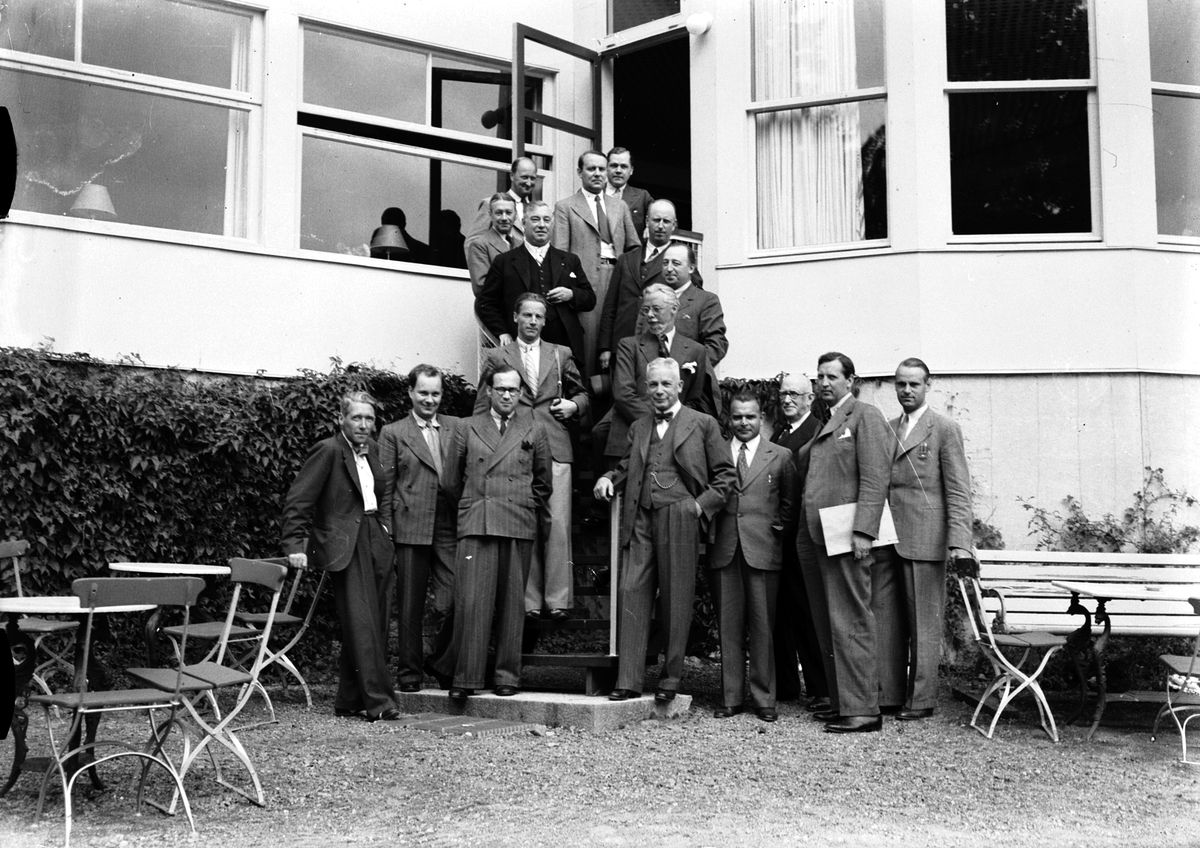
Sveriges stadsarkitekter i augusti 1939

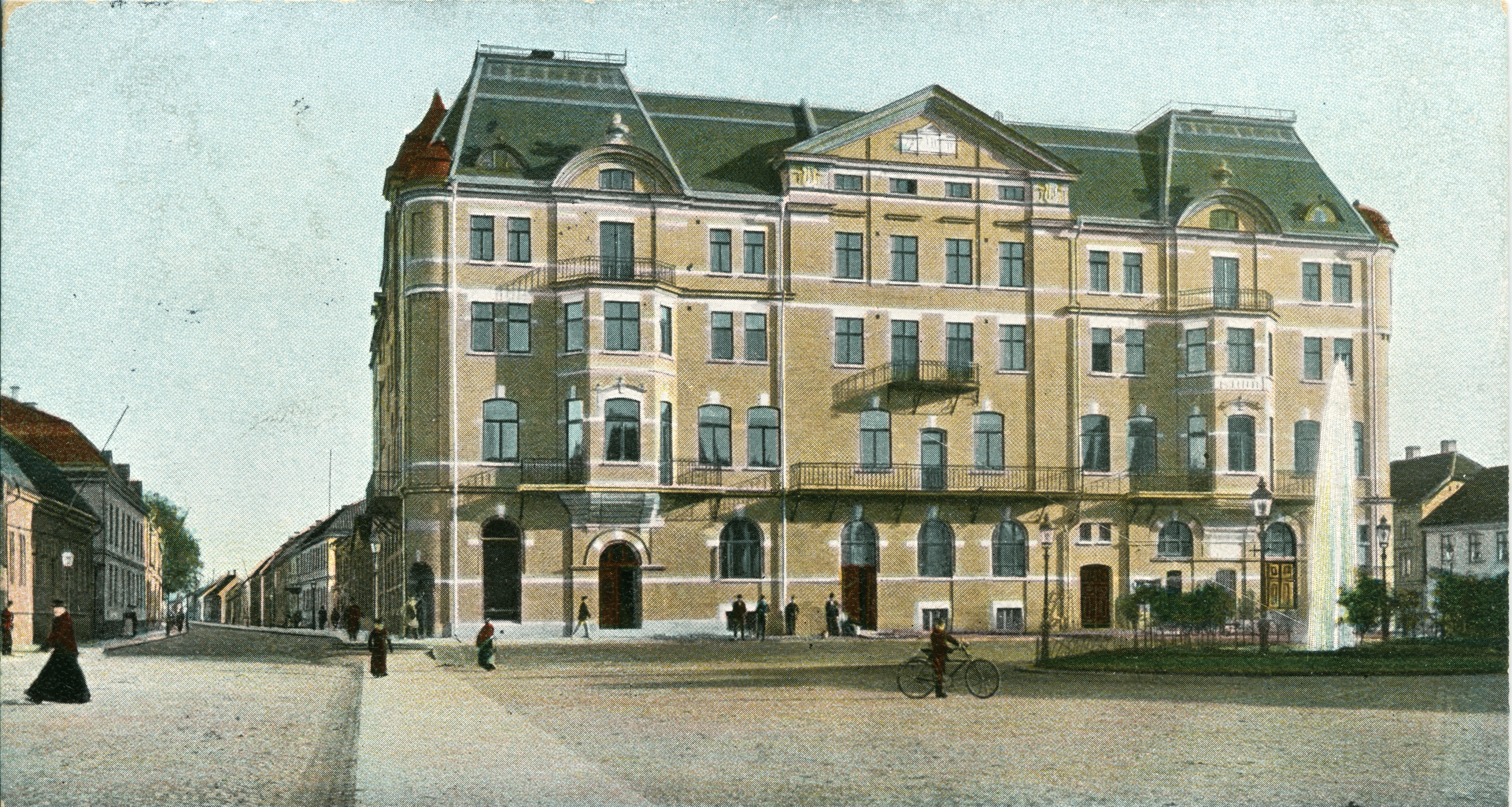
Jönköpings Grand Hotel designades av stadens dåvarande stadsarkitekt August Atterström

Till Sveriges och Stockholms första stadsarkitekt utnämndes 1661 Nicodemus Tessin d.ä.. Han värvades från Stralsund för att leda Stockholms förvandling från medeltida småstad till en av Europas moderna huvudstäder. Göteborg fick sin första stadsarkitekt 1717. Därefter dröjde det till 1842 innan Norrköping med Carl Theodor Malm blev Sveriges tredje stad att skaffa en stadsarkitekt. I Örebro tillsattes Fridolf Wijnbladh efter stadsbranden 1854 och femte stad i ordningen blev Malmö på 1860-talet.
Fram till 1920-talet rådde det ganska stor oklarhet om stadsarkitekternas roll och kompetens och många mindre städer hade över huvud taget ingen stadsarkitekt, vilket inte heller var något krav. År 1924 bildades därför i Jönköping Föreningen Sveriges Stadsarkitekter (FSS), vars syfte var "att tillvarata stadsarkitekterna vidkommande intressen". Medlemskapet stod öppet för alla stadsarkitekter eller annan "arkitektutbildad kommunal tjänsteman, som innehar en med stadsarkitekt jämförlig uppgift".
Den förste ordföranden i FSS blev stadsarkitekten i Stockholm, Sigurd Westholm. Det blev inledningsvis Sigurd Westholms huvuduppgift att verka för en ändring av lagen, så att landets byggnadsnämnder skulle tvingas att ha kompetenta stadsarkitekter. Hans arbete kröntes med framgång 1931, när kravet infördes i den nya stadsplanelagen och byggnadslagen.
Stadsarkitekternas arbetsuppgifter ökade successivt med uppdrag såsom den tekniska granskningen vid statlig långivning (som tillkom på 1940-talet) och hade sin kulmen i samband med miljonprogrammet. Kravet på att byggnadsnämnderna skulle ha en stadsarkitekt vid sin sida urholkades i förarbetena till äldre Plan- och bygglagen (ÄPBL) men genom FSS:s agerande fanns kravet på arkitektkompetens åter med när ÄPBL sjösattes 1987.

### Listor över svenska stadsarkitekter
- Lista över stadsarkitekter i Stockholm
- Lista över stadsarkitekter i Göteborg
- Lista över stadsarkitekter i Norrköping
- Lista över stadsarkitekter i Malmö
- Lista över stadsarkitekter i Umeå
- Lista över stadsarkitekter i Linköping